# Cairo, Ohio
Cairo är en ort i Allen County i delstaten Ohio, USA.